# Гробница мумии
«Гробница мумии» (англ. The Mummy's Tomb) — классический фильм ужасов студии Universal Pictures, вышедший на экраны в 1942 году. Именно он, а не «Рука Мумии» лег в основу картины 1959 года «Мумия», снятой на студии Hammer Film Productions. Судя логике истории в фильме, время его действия 1970 год.

## Сюжет
В доме Баннингов в небольшом местечке Мэплтон постаревший Стив Баннинг рассказывает Изабель, невесте своего сына Джона Баннинга, и её матери о событиях, произошедших в предыдущем фильме Рука мумии. В то же время постаревший, но живой Андохеб рассказывает эту историю своему преемнику на посту верховного жреца Карнака — Мехмет Бею, после чего сообщает о предстоящем тому путешествии в Америку вместе с Харисом, с целью убить всех причастных к осквернению гробницы принцессы Ананки.
Мехмет Бей по приезде в Мэплтон занимает должность смотрителя местного кладбища и в первую же ночь посылает мумию на убийство. Харис незамеченным проникает в дом Баннингов и убивает Стива Баннинга. На следующую ночь таким же образом он убивает сестру Стива Баннинга. Свидетель этих событий — садовник Джим — после неудачной попытки застрелить Хариса из дробовика оказывается парализован и впадает в помешательство.
В Мэплтон прибывает коллега Баннинга-старшего Бэйб Хэнсон, сразу понимающий, что убийства — дело рук мумии, но ему не верит ни Баннинг-младший, ни полиция. Вечером на пустынной улице Харис убивает Бэйба. Джон Баннинг находит улику — кусок бинта мумии. Полицейский эксперт убеждает шерифа, что убийства — дело рук ожившего мертвеца. Мехмет Бей понимает, что вопреки наставлениям Андохеба не смог избежать соблазна и влюбился в Изабель. Он приказывает Харису похитить девушку и принести её на кладбище.
В то время, как шериф рассказывает правду жителям города, прибегает служанка с известием о том, что Харис похитил Изабель. Один из горожан вспоминает, что новый смотритель кладбища говорил о египетских обычаях и священных книгах. Толпа горожан с факелами отправляется на кладбище, где Мехмет Бей готовится сделать Изабель и себя бессмертными с помощью настойки из листьев таны.
Слыша приближающуюся толпу, Мехмет Бей приказывает Харису унести и спрятать девушку, а сам выходит к людям с револьвером в кармане. Он делает вид, что не понимает, о чём его спрашивает Джон Баннинг, но один из горожан замечает скрывающегося с девушкой Хариса. Тогда жрец выхватывает из кармана револьвер, но не успевает застрелить Джона — его самого убивает шериф. Толпа настигает мумию у дома Баннингов и окружает дом. Джон заходит внутрь, но не может справиться с Харисом. Харис выходит на балкон и толпа закидывает его факелами, поджигая дом. Со второй попытки Джон отбивает Изабель и спускается с балкона по наружной лестнице. Харис, ослабевший и поражённый несколькими выстрелами, сгорает в охватившем дом пожаре.

## В ролях
- Лон Чейни мл. — Харис, мумия
- Дик Форан — Стивен Баннинг
- Джон Хаббард — Доктор Джон Баннинг
- Элиз Нокс — Изабель Эванс
- Джордж Зукко — Андохеб
- Уоллес Форд — Бэйб Хэнсон
- Турхан Бей — Мехмет Бей

В титрах не указаны
- Гарри Кординг — Вик, фермер
- Гленн Стрейндж — фермер, придерживающий лошадь